# Peutinger-Gymnasium (Augsburg)
Das Peutinger-Gymnasium (oftmals mit Peutinger und PG, früher „RG“ abgekürzt) ist ein sprachliches, naturwissenschaftlich-technologisches und sozialwissenschaftliches Gymnasium in Augsburg. Es wurde 1864 als Realgymnasium gegründet und 1965 nach dem Politiker, Humanisten und Stadtschreiber Konrad Peutinger benannt, der 1465 in Augsburg geboren wurde.
Im Schuljahr 2023/24 wurde das Peutinger-Gymnasium von etwa 670 Schülerinnen und Schülern besucht, die von 61 hauptamtlichen Lehrkräften unterrichtet wurden. Das Gymnasium ist eine Seminarschule zur Ausbildung von Lehramtsanwärtern.

## Neubau
Im Februar 2019 wurde bekannt, dass die Stadt Augsburg den Neubau des Schulgebäudes an einem Alternativstandort prüft. Dieser Plan wurde aber nicht weiter verfolgt und ist nicht mehr relevant. Das Gebäude bleibt am Traditionsstandort an der Blauen Kappe und ist jetzt umfassend nach Brandschutzvorgaben saniert.

## Bekannte Lehrer
- Theodor Schmidt (1867–1942), Landtagsabgeordneter, Theologe und Religionslehrer

## Bekannte Schüler
- Bertolt Brecht (1898–1956), Dichter, Autor, Regisseur
- Caspar Neher, Bühnenbildner und Textdichter
- Karl von Brug, Luftfahrtpionier
- Bernhard Jaumann, Schriftsteller
- Kristian Kunert, Professor für Schulpädagogik
- Hermann Köhl, Luftfahrtpionier
- Hans Frei, Heimatpfleger
- Karl Michael Scheufele, Regierungspräsident
- Christiane Schulzki-Haddouti, Journalistin und Sachbuch-Autorin
- Stefan Schulzki, Komponist
- Kitty Kat (* 1982), Rapperin
- Alexander Merk, Zauberkünstler
- Georg Klein, Schriftsteller
- Manfred Weitlauff, katholischer Theologe und Hochschullehrer
- Ralf Wengenmayr, Komponist
- Ludwig Ganghofer, Schriftsteller
- Luisa Tremel, Leichtathletin[3][4]
- Elias Pinnow, Lokaljournalist der Augsburger Allgemeinen Zeitung
- Djamil Deininger, Radiomoderator
- Benedikt Schulz (Schauspieler)
- Daniel Lanzinger, Theologe